# Yacine Adli
Yacine Adli (ur. 29 lipca 2000 w Vitry-sur-Seine) – francuski piłkarz algierskiego pochodzenia występujący na pozycji pomocnika. Wychowanek Villejuif, w trakcie swojej kariery grał także w takich zespołach, jak Paris Saint-Germain oraz Bordeaux. Młodzieżowy reprezentant Francji.